# مرد تاریکی ۳: بمیر مرد تاریکی بمیر
مرد تاریکی ۳: بمیر مرد تاریکی بمیر (انگلیسی: Darkman III: Die Darkman Die) فیلمی در ژانر ابرقهرمانی، علمی–تخیلی، ترسناک، و اکشن است که به کارگردانی «بردفورد می» در سال ۱۹۹۶ منتشر شد. از بازیگران آن می‌توان به آرنولد وسلو، جفری‌دیوید فاهی، روکسان داوسن، دارلن فلوگل، و نایجل بنت اشاره کرد.

## خلاصه داستان
«مرد تاریکی» برای ادامه تحقیق خود بر روی پوست مصنوعی احتیاج به پول دارد به همین دلیل مقداری پول از «پیتر روکر» قاچاقچی مواد مخدر سرقت می‌کند. «روکر» که می‌خواهد منبع قدرت «مرد تاریکی» را پیدا کند از دکتر زیبا اما شیطان صفت خود برای به دام انداختن او استفاده می‌کند…